# The False Foundation
The False Foundation è il dodicesimo album in studio del gruppo musicale Archive, pubblicato nel 2016.

## Registrazione
L'album è stato registrato e missato negli studi inglesi di Bishop's Stortford. Il missaggio è stato effettuato dalla stessa band e da Tim Webster.

## Tracce
Musiche di Darius Keeler, eccetto dove indicato.
1. Blue Faces - (testo: Gary Jules, Danny Griffiths, Pollard Berrier, Dave Pen)
2. Driving In Nails - (musica: Keeler, Griffiths - testo: Berrier)
3. The Pull Out - (testo: Pen, Griffiths)
4. The False Foundation - (testo: Pen, Griffiths)
5. Bright Lights - (testo: Berrier, Griffiths)
6. A Thousand Thoughts - (musica: Keeler, Griffiths - testo: Griffiths, Berrier)
7. Splinters - (testo: Pen, Griffiths)
8. Sell Out - (musica: Keeler, Griffiths - testo: Griffiths, Berrier)
9. Stay Tribal - (testo: Pen)
10. The Weight Of The World - (testo: Pen, Griffiths)

## Formazione
- Darius Keeler - tastiere, piano, sintetizzatori, percussioni elettroniche, programmazione, orchestrazioni, arrangiamenti
- Danny Griffiths - tastiere, campionatori, programmazione, arrangiamenti
- Pollard Berrier - voce
- Dave Pen - voce, chitarra ritmica
- Gary Jules - voce
- Steve "Smiley" Barnard - batteria
- Jonathan Noyce - basso elettrico
- Mike Bird - chitarra